# 스포팅 뉴스

《스포팅 뉴스》(Sporting News, 약칭 SN, 이전명 더 스포팅 뉴스(The Sporting News), 약칭 TSN)은 미국의 스포츠 잡지이다. 1886년 미주리주 세인트루이스에서 설립되었으며, 특히 야구에 관한 대표적인 미국의 출판물이다(별칭이 '야구의 성경'(The Bible of Baseball) 이기도 하다). 현재 노스캐롤라이나주 샬럿에 있는 어드밴스 퍼블리케이션스의 자회사 아메리칸 시티 비즈니스 저널이 소유하고 있다.
주간 잡지로서의 122년간 존재했으나, 2008년에 격주 잡지로 바뀌었다. 그해 초, 일간 온라인 뉴스인 '스포팅 뉴스 투데이'(Sporting News Today)가 새롭게 서비스되기 시작했다. 2012년 인쇄물 형식의 잡지 발행을 중단하고 디지털 형태의 발행으로 전환하였다.
2024년 10월 스포팅뉴스 TSN KOREA 한국지사를 설립 글로벌 TSN 죤글래져회장, 한국 김용두회장이 이끌고 있다.
스포팅뉴스 한국은 TSNTV 언론 웹 및 SNS 스포츠.ESG  영상서비스를 공급 서비스하고 있다.
스포팅뉴스는 전 세계 16개국 오피스 현지어 및 영어 전 세계 6500만 유저에게 서비스하고 있으며, 한국 TSNTV 330만 영상 서비스 진행중이다. 
스포팅뉴스는 전 세계 올해의 선수상을 운영중에 있으며, TSN 한국은 ICAE 조직위원회 ESG위원회구성 ESG 국제컨퍼런스까지 확대 환경. 소셜. 거버넌스 투게더 프로젝트까지 신설하여 사회적 가치참여에도 오픈과 함께 심여를 기울이고 있다.
글로벌 스포츠 스트리밍 서비스인 DAZN 창립자이기도한 TSN 죤글래져 회장은 김용두 회장과 함께  변화하는 시대에 발맞춘 미디어 플랫폼을 통해 한층 더 확장된 글로벌 스포팅뉴스를 기획하고 있다. 
데이터분석 플랫폼 , AI를 통한 영상편집, 실시간 번역 등에 이르기까지  글로벌 표준에 맞춘 새로운 방향을 제시해갈 예정이다. 
TSN 재팬은 오픈 3년만에 일본 주식거래소 상장이 이루어졌다.  
천정부지로 오른 스포츠 IP사업에 글로벌 TSN 스포팅뉴스의 오랜역사로 다져진 경험과 맨파워는 유럽축구 미식축구 미프로농구 골프 럭비 승마 외 종합스포츠시장에서 상당한 네트워크와 경쟁력을 확보하고 있다. 